# Nora (mèo)
Nora - The Piano Cat (sinh năm 2004) là một con mèo tabby màu xám, được giải cứu khỏi đường phố Camden, New Jersey, bởi đội cứu hộ động vật Furrever Friends. Nora đã trở nên nổi tiếng quốc tế sau khi một video trên YouTube về việc nó chơi đàn piano đã lan truyền vào năm 2007. Thời báo Luân Đôn, trong phiên bản trực tuyến, đã mô tả âm nhạc của mèo Nora là "một thứ gì đó như pha quyện giữa âm nhạc Philip Glass và nhạc free jazz".

## Cuộc sống và âm nhạc
Nora được nhận khi còn là một con mèo con bởi các nghệ sĩ và nhạc sĩ, Burnell Yow! và Betsy Alexander của khu vực Fitler Square thuộc Center City Philadelphia, PA. Nó được đặt tên là Nora theo tên của nghệ sĩ siêu thực Leonora Carrington. Khi lên một tuổi, Nora trèo lên băng ghế trước cây đàn piano Yamaha Disklavier và bắt đầu chơi đàn.
Kể từ đó, Nora vẫn tiếp tục chơi piano hàng ngày, đôi khi chơi song song với Betsy, một giáo viên âm nhạc hoặc với các học sinh của Betsy. Chính các học sinh đã khuyến khích tạo ra một video YouTube, được tải lên vào tháng 1 năm 2007. Nó đã nhận được một số lượng lớn lượt xem và thu hút sự chú ý của các phương tiện truyền thông khác. Nó được giới thiệu trên nhiều chương trình trò chuyện, báo và các kênh tin tức bao gồm Martha Stewart, CNN, The Daily Show, Public Radio International, The Today Show và The Philadelphia Inquirer. Nora đã được giới thiệu trong chương trình truyền hình hợp tác, Wild About Animal, tập # 332, vào tháng 9 năm 2010.
Nora đã thu hút sự quan tâm của cả nhạc sĩ và nhà khoa học, những người bị mê hoặc bởi hành vi hiếm có của nó. Có vẻ như Nora thích sự chú ý, nhưng khi ở một mình, Nora cũng chơi đàn. Nora thể hiện sở thích chơi với học sinh, khi họ chơi Bach và chơi một cây đàn piano cụ thể, Yamaha Disklavier. Ngoài ra, Nora hướng về phạm vi các phím đàn D-E-F và các phím màu đen khi chơi.
Quỹ khoa học quốc gia đã đưa Nora vào một video về hành vi động vật được trình chiếu trong các bảo tàng vào mùa thu năm 2007. Tạp chí Pianist, có trụ sở tại London, đã giới thiệu đến Nora trong một bài báo, và một đoạn video Nora chơi đã được sử dụng tại Hội nghị Sư phạm Phím đàn toàn quốc năm 2007. Dean Santomieri, một nhạc sĩ tiên phong đến từ San Francisco, đã sử dụng một đoạn nhạc của Nora trong buổi biểu diễn nhóm ngẫu hứng vào tháng 7 năm 2007. Betsy Alexander đã viết một tác phẩm có tên Fur Release: A Prelude for Paws and Hands, kết hợp âm nhạc của Nora. Một đĩa CD âm nhạc với một bài hát kết hợp chơi nhạc của Nora đã được phát hành bởi Công ty động vật Laurel Canyon.